# Майк Фейст
Майкл Девід Фейст (англ. Michael David Faist) — американський актор. Випускник Американської музично-драматичної академії, є лауреатом премій «Ґреммі» та денної премії «Еммі», номінований на «Тоні» та премію Британської кіноакадемії.

## Молодість та освіта
Майкл Девід Фейст народився 5 січня 1992 року в Гаганні, штат Огайо, був усиновлений Джулією та Куртом Фейстами. Родина володіє бізнесом з нерухомості. У дитинстві Фейст зрозумів, що хоче продовжити кар'єру в акторському мистецтві. Захопився танцями після того, як побачив Джина Келлі та Фреда Астера у старих фільмах MGM, особливо Келлі у фільмі «Співаючи під дощем». «Просто так, як він виступав і рухався, він міг розповісти історію за допомогою руху», — сказав Фейст.
Фейст закохався в акторську майстерність під час навчання в Академії виконавських мистецтв у Колумбусі, штат Огайо, а під час навчання в середній школі Гаганни Лінкольн він знявся в кількох постановках, таких як Денні Зуко в Grease і Саймон в Jesus Christ Superstar. У 17 років Фейст познайомився зі своєю рідною матір'ю. Файст отримав ліцензію пілота.
У 2009 році закінчив середню школу на рік раніше і переїхав до Нью-Йорка, щоб продовжити сценічну кар'єру. Він вступив до Американської музично-драматичної академії, але кинув навчання після двох семестрів. Під час прослуховування для не бродвейських вистав він почав продавати квитки на Таймс-сквер. Під час своєї першої роботи професійним актором у п'єсі «Біле Різдво» він збирав талони на їжу, заробляв 150 доларів на тиждень і жив на задній частині стоянки Макдональдза.

## Фільмографія

### Фільми
| Рік  | Назва                             | Роль                                         | Примітки       |
| ---- | --------------------------------- | -------------------------------------------- | -------------- |
| 2012 | Невимовний акт                    | Тоні                                         |                |
| 2015 | Жовтий                            | Пропустити                                   | Короткий фільм |
| 2015 | Торкнувся вогнем                  | Додатковий пацієнт психіатричного відділення |                |
| 2015 | Горе інших                        | Горді Столяр                                 |                |
| 2016 | Наш час                           | Бенні                                        |                |
| 2017 | Я можу, я хочу, я зробив          | Бен                                          |                |
| 2017 | Активні дорослі                   | Хлопчик-підліток                             |                |
| 2018 | Здичавіла                         | Лоуренс                                      |                |
| 2020 | Історія Атлантик-Сіті             | Артур                                        |                |
| 2021 | Вестсайдська історія              | Риф                                          |                |
| 2022 | Пінбол: Людина, яка врятувала гру | Роджер Шарп                                  |                |
| 2023 | Байкери                           | Денні Лайон                                  |                |
| 2024 | Суперники                         | Арт Дональдсон                               |                |

### Серіали
| Рік  | Назва                               | Роль              | Примітки                         |
| ---- | ----------------------------------- | ----------------- | -------------------------------- |
| 2012 | Танці з зірками                     | себе              | Гостьова вистава/Ансамбль        |
| 2015 | Приємний на вигляд                  | Олсен             | Епізод: «Unaired Original Pilot» |
| 2017 | Закон і порядок: Спеціальний корпус | Гленн Лоуренс     | Епізод: «Складно»                |
| 2018 | Обман                               | Бен «Мекка» Еванс | Епізод: «Маскування»             |
| 2021 | Паніка                              | Додж Мейсон       | Головна роль                     |

### Театр
| РІк       | Назва                 | Роль                                         | Місцезнаходження               | Примітки     |
| --------- | --------------------- | -------------------------------------------- | ------------------------------ | ------------ |
| 2011 рік  | Новини                | Морріс Делансі Джек Келлі                    | Паперова фабрика               | Регіональний |
| 2012–2013 | Новини                | Морріс Делансі Джек Келлі                    | Нідерландський театр           | Бродвей      |
| 2014      | Відповідний           | Ріс Терстон                                  | Центр підписів Pershing Square | Офф-Бродвей  |
| 2015      | Місяць на селі        | Олексій Бєляєв                               | Компанія Classic Stage         | Офф-Бродвей  |
| 2015      | Шановний Еване Хансен | Коннор Мерфі                                 | Арена Сцена                    | Регіональний |
| 2015      | Аліса серцем          | Білий кролик/Альфред Галлам/Березневий заєць | Театр МКЦ                      | Майстерня    |
| 2016      | Шановний Еване Хансен | Коннор Мерфі                                 | Театр Другої Сцени             | Офф-Бродвей  |
| 2016–2018 | Шановний Еване Хансен | Коннор Мерфі                                 | Театр «Музична скринька».      | Бродвей      |
| 2018      | Дні люті              | Спенс                                        | Театр Другої Сцени             | Офф-Бродвей  |
| 2023      | Горбата Гора          | Джек Твіст                                   | @sohoplace                     | Вест-Енд     |